# Monomelangium dinghushanicum
Monomelangium dinghushanicum là một loài thực vật có mạch trong họ Woodsiaceae. Loài này được Ching & S.H. Wu miêu tả khoa học đầu tiên năm 1986.